# Сиња (Белуно)
Сиња (итал. Signa) је насеље у Италији у округу Белуно, региону Венето.
Према процени из 2011. у насељу је живело 13 становника. Насеље се налази на надморској висини од 636 м.